# Un eroe da quattro soldi
Un eroe da quattro soldi (The Hero) è una serie televisiva statunitense in 16 episodi trasmessi per la prima volta nel corso di una sola stagione dal 1966 al 1967.
È una sitcom incentrata sulle vicende dell'attore Sam Garret che interpreta un eroe in una serie televisiva ma che nella vita quotidiana è tutt'altro che un eroe.

## Personaggi e interpreti
- Sam Garret (16 episodi, 1966-1967), interpretato da Richard Mulligan.
- Ruth Garret (16 episodi, 1966-1967), interpretata da Mariette Hartley.
- Fred Gilman (10 episodi, 1966), interpretato da Victor French.
- Dewey (8 episodi, 1966-1967), interpretato da Marc London.
- Paul Garret (4 episodi, 1966), interpretato da Bobby Horan.
- Burton Gilman (3 episodi, 1966), interpretato da Joey Baio.
- Dewey, interpretato da Mark London.

## Produzione
La serie, ideata da Leonard Stern, fu prodotta da Talent Associates. Il tema musicale The Hero è di Jack Marshall.

### Registi
Tra i registi sono accreditati:
- Robert Ellis Miller
- William Wiard
- Gary Nelson

### Sceneggiatori
Tra gli sceneggiatori sono accreditati:
- Sam Bobrick in 5 episodi (1966)
- Bill Idelson in 5 episodi (1966)
- Roswell Rogers in 4 episodi (1966)
- Leonard Stern in 2 episodi (1966)

## Distribuzione
La serie fu trasmessa negli Stati Uniti dall'8 settembre 1966 al 5 gennaio 1967  sulla rete televisiva NBC. In Italia è stata trasmessa su RaiUno con il titolo Un eroe da quattro soldi. È stata distribuita anche in Finlandia con il titolo Sankari.

## Episodi
| Stagione       | Episodi | Prima TV USA |
| -------------- | ------- | ------------ |
| Prima stagione | 16      | 1966-1967    |